# Drag queen

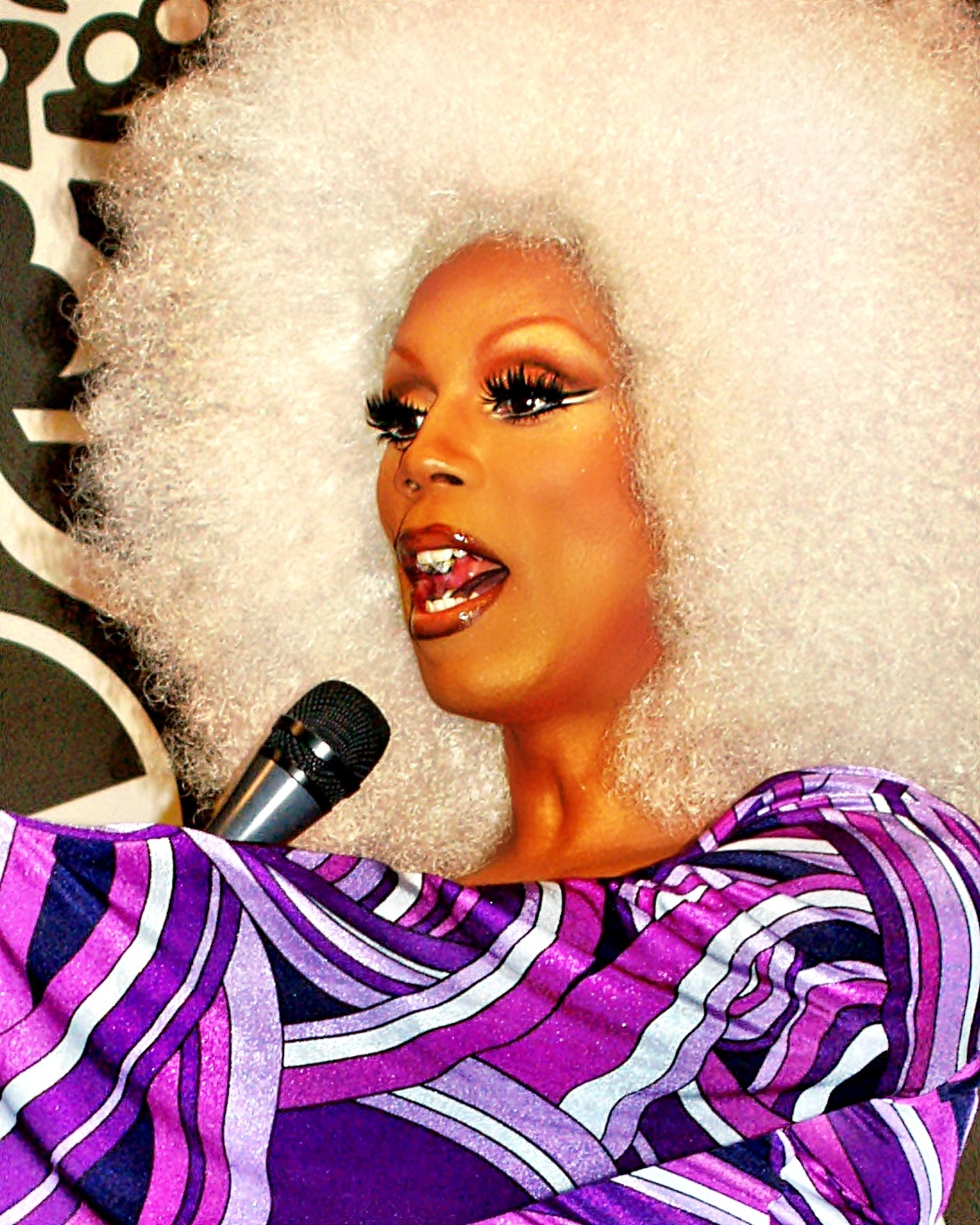
RuPaul é uma drag queen mundialmente conhecida por conta do programa RuPaul's Drag Race

Uma drag queen (em português: rainha de arrastar ou transformista) é uma pessoa geralmente do sexo masculino que usa roupas e maquiagem para imitar e frequentemente exagerar os significantes do gênero feminino e demais papeis de gêneros para fins de entretenimento e de produção artística. Nos tempos atuais, drag queens costumam ser associadas com pessoas transgénero e transexuais, mas elas podem pertencer a qualquer gênero e identidade sexual.
As pessoas participam da atividade de drag por motivos que vão desde a auto expressão até a fama e trabalho. Os drag shows frequentemente incluem dublagem, stand-up, canto e dança. Eles ocorrem em eventos como paradas LGBT e em locais como boates e casas de teatro. Drag queens variam por tipo, cultura e dedicação, desde profissionais que estrelam filmes até pessoas que fazem drag apenas ocasionalmente.

## Terminologia

### Etimologia

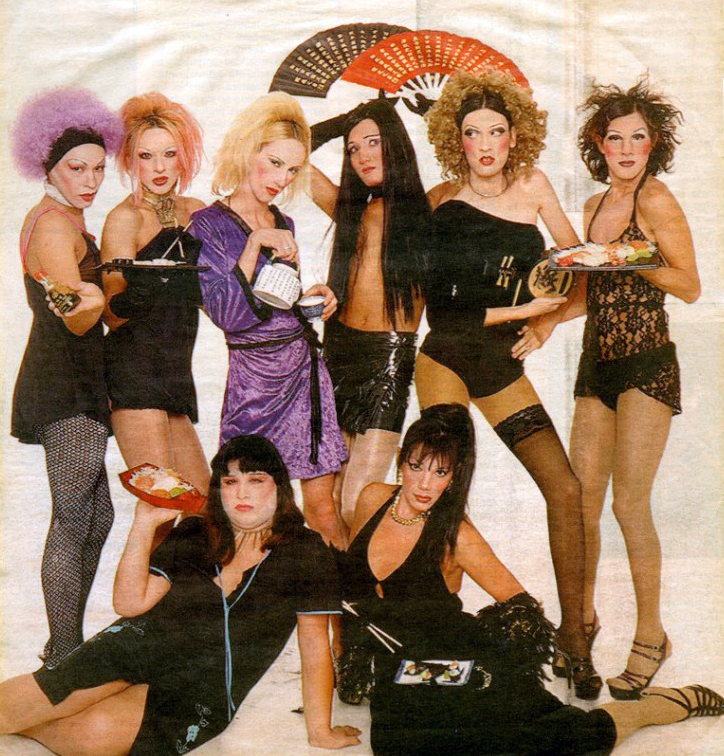
Drag queens de Buenos Aires em uma propaganda de uma boate em 1995

A origem do termo anglófono drag é incerta; o primeiro uso registrado em referência a atores vestidos com roupas de mulher data de 1870. Pode ter sido baseado no termo "grand rag", que historicamente foi usado para um baile de máscaras. Durante grande parte da história, drag queens eram homens, mas em tempos mais modernos, mulheres cisgênero e transgênero, bem como pessoas não binárias, também atuam como drag queens.
Em um artigo de 2018, a Psychology Today afirmou que drag queens geralmente são "homens cisgêneros tipicamente gays (embora existam muitas drag queens de orientações sexuais e identidades de gênero variadas)". Exemplos de drag queens transfemininas, às vezes chamadas de trans queens. As drag queens cisgêneras às vezes são chamadas de faux queens ou bioqueens, embora ambos os termos sejam problemáticos: faux carrega a conotação de "falso "e o uso de bioqueen exclusivamente para mulheres cisgênero é um nome impróprio, já que trans queens exibem características ginandromórficas.
As contrapartes das drag queens são as drag kings: performistas, geralmente mulheres, que se vestem com roupas exageradamente masculinas. Homens trans que se vestem como drag kings às vezes são chamados de kings trans. Argumenta-se que drag é uma expressão exagerada de um visual feminino estereotipado. A arte drag é conhecida por quebrar as normas de gênero e, portanto, pode ser visto como uma 'flexão de gênero'.

### Personificador feminino

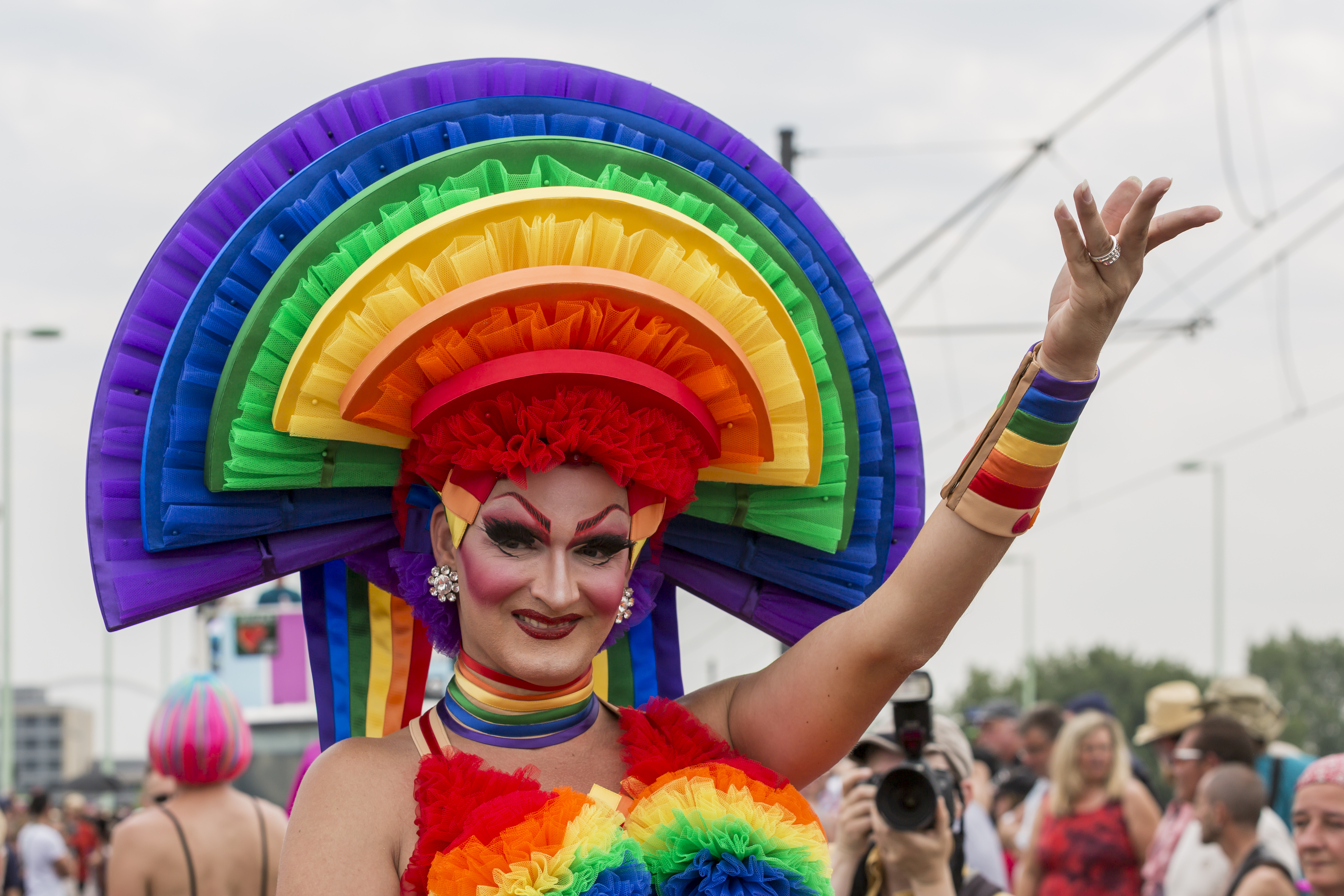
Drag queen na Parada LGBT de 2015 em Colônia, na Alemanha

A falsificação de identidade feminina foi e continua sendo ilegal em alguns lugares, o que inspirou a drag queen José Sarria a distribuir etiquetas para seus amigos com os dizeres "Eu sou um menino", para que ele não pudesse ser acusado de falsificação de identidade feminina. A drag queen estadunidense RuPaul disse uma vez: "Eu não persononifico mulheres! Quantas mulheres você conhece que usam saltos de sete polegadas, perucas de mais de um metro e vestidos justos?" Ele também disse: "Não me visto como mulher; me visto como uma drag queen!"

### Termos alternativos
Algumas drag queens podem preferir ser chamadas de "ela" enquanto estão montadas e desejam permanecer completamente no personagem. Outras, como RuPaul, parecem ser completamente indiferentes a qual pronome é usado para se referir a eles. Em suas palavras, "Você pode me chamar de ele. Você pode me chamar de ela. Você pode me chamar de Regis e Kathie Lee; eu não me importo! Contanto que você me ligue."

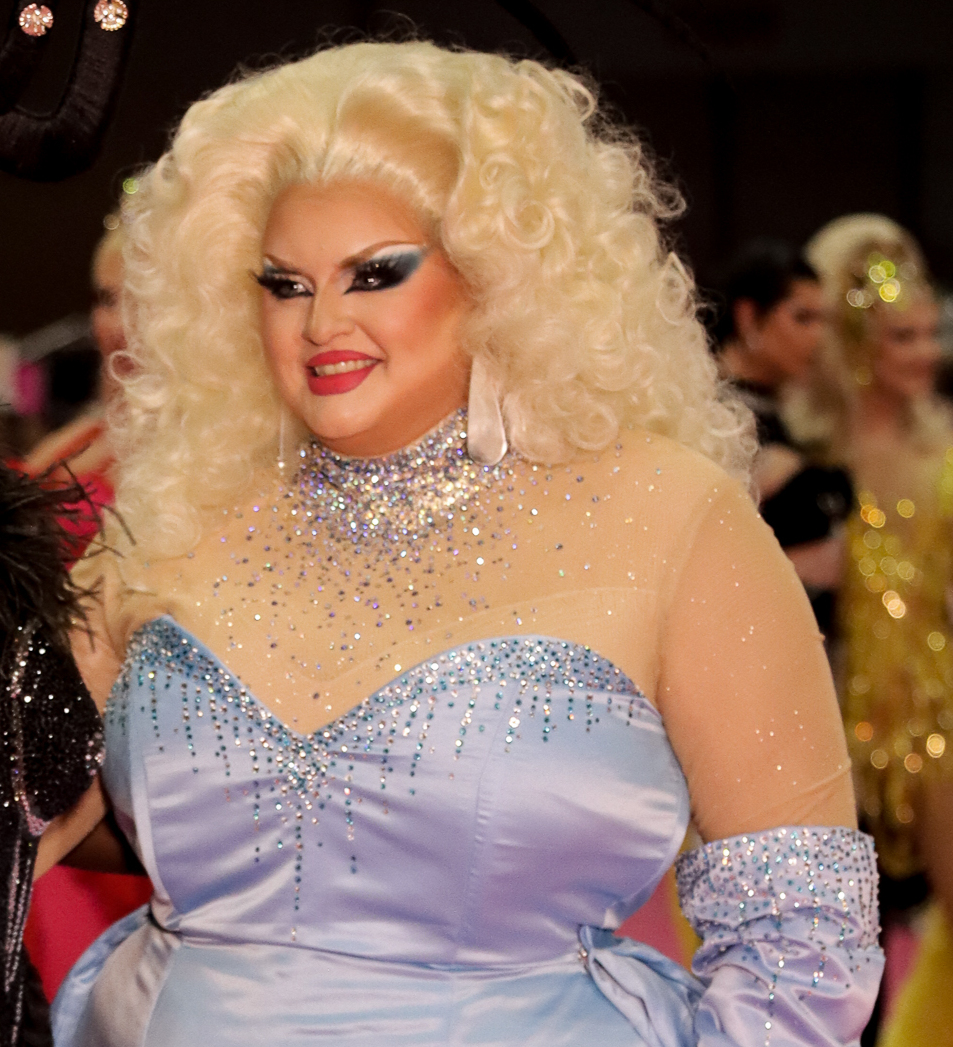
Victoria Scone, drag queen britânica e primeira mulher cis (AFAB queen) a participar da franquia de RuPaul's Drag Race, na 3ª temporada de RuPaul's Drag Race UK.

Drag queens às vezes são chamadas de travestis, embora esse termo também tenha muitas outras conotações além do termo drag queen e não seja muito apreciado por muitas drag queens. O termo travesti foi adotado por alguns artistas de drag, notavelmente RuPaul, e a comunidade gay masculina nos Estados Unidos, mas é considerado ofensivo para a maioria das pessoas transgênero e transexuais.
Muitos performistas drag referem-se a si próprios como "artistas drag", em oposição a drag queens, uma vez que algumas formas contemporâneas de drag se tornaram não binárias.

### Termos incomuns
No mundo das drag queen, há um debate contínuo sobre se drag queens transgêneros são realmente consideradas "drag queens". Alguns argumentam que, como uma drag queen é definida como um homem retratando uma mulher, as mulheres trans não podem ser drag queens. Drag kings são mulheres que assumem uma estética masculina. No entanto, nem sempre é esse o caso, porque também existem biokings, bioqueens e female queens, que são pessoas que realizam seu próprio sexo biológico por meio de uma apresentação de gênero exagerada.

## História

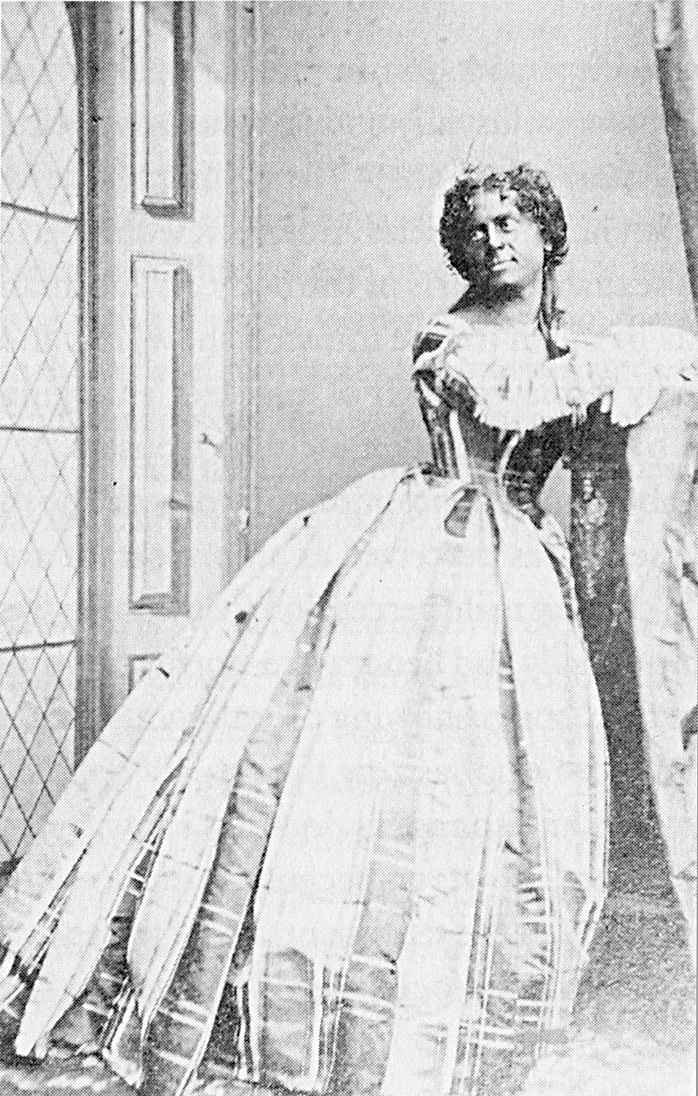
Eugene d'Ameli, um homem branco com blackface para representar uma mulher afro-americana em um show de menestrel no final do século XIX

A primeira pessoa conhecida a se descrever como uma "drag queen" foi William Dorsey Swann, nascido escravo em Hancock, Maryland, Estados Unidos, que na década de 1880 começou a hospedar bailes drag em Washington, D.C. com a presença de outros homens que antes eram escravos e frequentemente atacados pela polícia, conforme documentado nos jornais da época. Em 1896, Swann foi condenado e sentenciado a 10 meses de prisão sob a falsa acusação de "manter uma casa desordenada" (eufemismo para dirigir um bordel) e pediu perdão ao presidente Grover Cleveland por celebrar bailes drag (o pedido foi negado).
O desenvolvimento das drag queens nos Estados Unidos foi influenciado pelo desenvolvimento dos menestréis de blackface. Originalmente, os artistas zombavam dos homens afro-americanos, mas com o passar do tempo eles acharam divertido zombar também das mulheres afro-americanas. Eles se apresentavam em esquetes cômicos, danças e canções de "prostitutas".
Do final dos anos 1800 a meados dos anos 1900, as "damas de pantomima" se tornaram uma forma popular de personificação feminina na Europa, sendo a primeira a usar a comédia como parte da performance, contrastando com as sérias tragédias de Shakespeare e óperas italianas. As damas se tornaram personagens comuns e com uma gama de atitudes, desde "empregada doméstica" a "grande dama", que era usada principalmente para improvisação. A dama de pantomima mais famosa e bem-sucedida foi Dan Leno. Após a Primeira Guerra Mundial e a Segunda Guerra Mundial, as cenas do teatro e do cinema foram mudando e o uso de damas de pantomima diminuiu.

## Artedrag

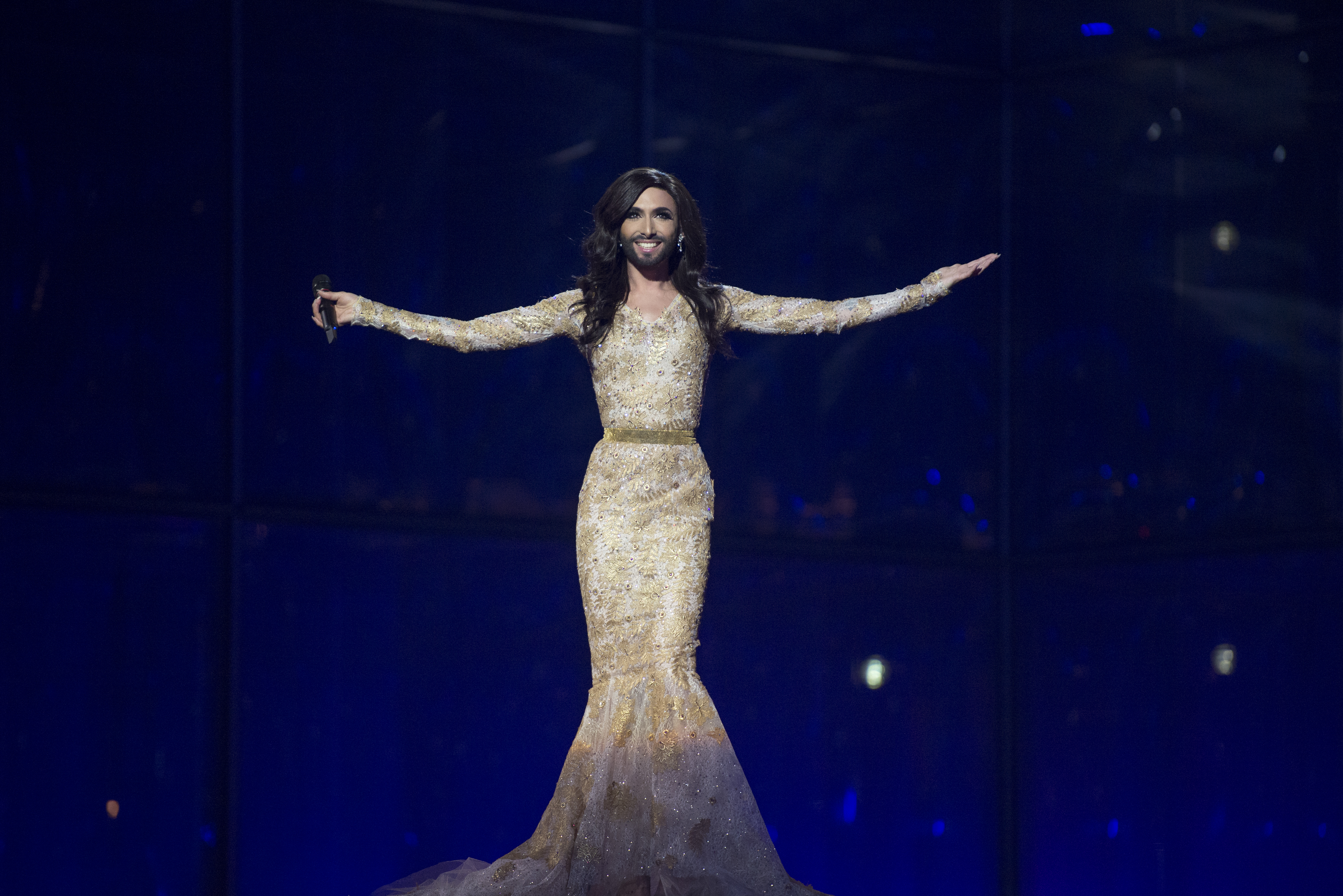
Conchita Wurst, vencedora do Festival Eurovisão da Canção 2014

O processo de entrar em drag ou na personagem pode levar horas. Uma drag queen pode apontar para um certo estilo, impressão de celebridades ou mensagem com seu visual. O cabelo, a maquiagem e os trajes são os fundamentos mais importantes para drag queens. Elas tendem a procurar um olhar mais exagerado com muito mais maquiagem do que uma mulher feminina típica se vestiria.
Algumas pessoas se arrastam simplesmente como um meio de expressão, mas muitas vezes drag queens (depois de estarem "montadas") vão a clubes e bares e se apresentam em um "show de drag". Muitas drag queens se vestem para ganhar dinheiro fazendo shows diferentes, mas também existem drag queens que têm empregos em tempo integral, mas ainda gostam de vestir-se como um hobby.
Muitas partes do show de drag, e de outras propriedades intelectuais das drag queens, não podem ser protegidas pela lei de propriedade intelectual. Para substituir a falta de proteção legal, drag queens voltam às normas sociais a fim de proteger sua propriedade intelectual.

## Recepção social

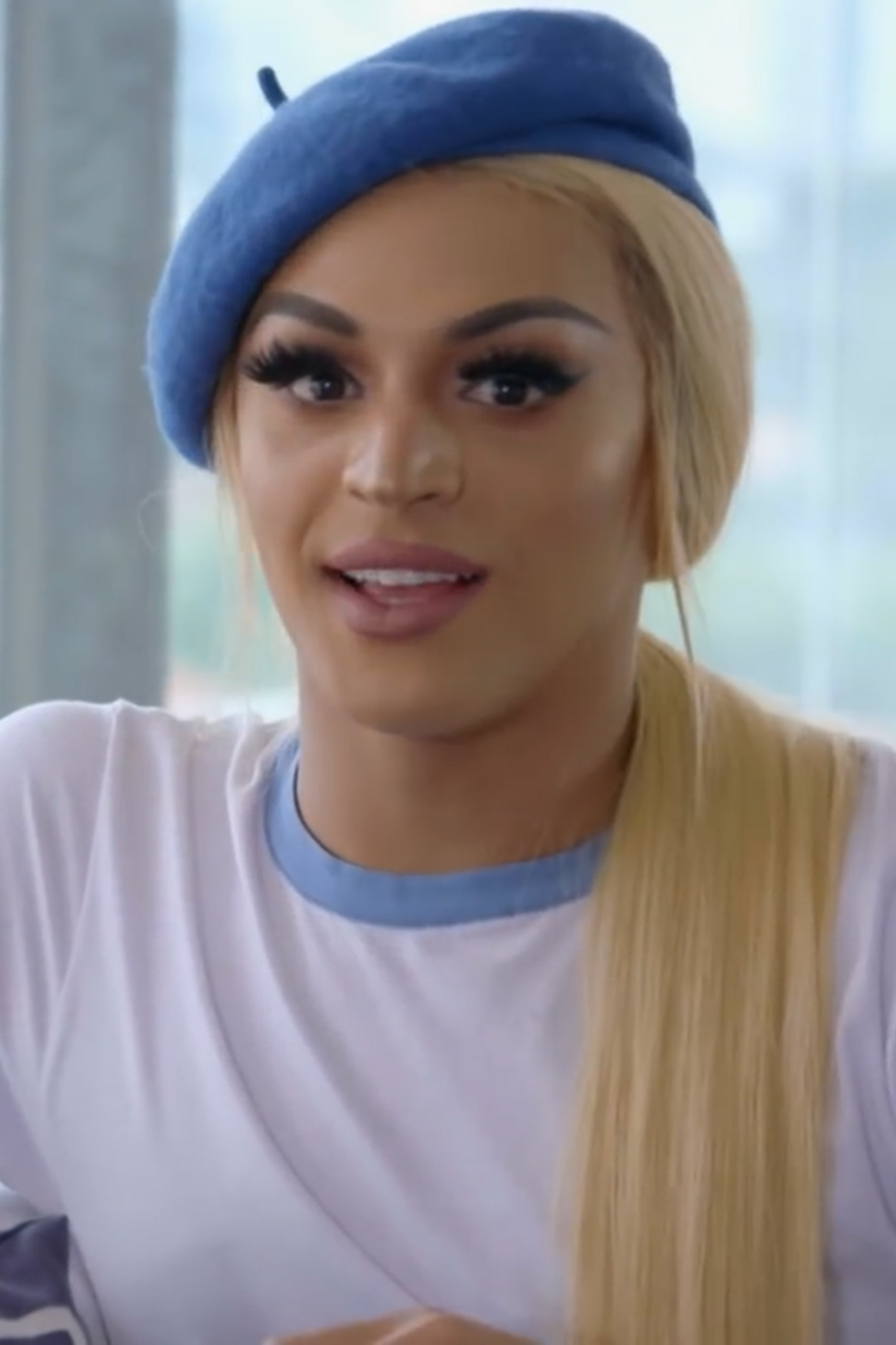
Pabllo Vittar foi considerada a "drag queen mais famosa do mundo" pela revista Forbes

Os filmes Priscilla, a Rainha do Deserto e Para Wong Foo, que por sua vez disse:Obrigado por Tudo! popularizaram esse estilo. Nos Estados Unidos, apresentadores de televisão como RuPaul são nacionalmente conhecidos. Uma das maiores artistas no sinônimo drag mais conhecido no mundo no início do século passado está no estilo e referência de Carmen Miranda. Algumas drag queens ficam tão conhecidas que viram celebridades cuja presença é constante em programas de televisão e eventos sociais e pioneiras.
No Brasil, alguns exemplos são Léo Áquilla e Salete Campari, que chegaram a ser candidatas a deputado estadual pelo estado de São Paulo. Dimmy Kier, com seu nome verdadeiro Dicesar, participou do Big Brother Brasil 10. Em 2020, A cantora e compositora Pabllo Vittar foi considerada a "drag queen mais famosa do mundo" pela revista Forbes.
Drag passou a ser um aspecto célebre da vida gay moderna. Muitos bares e clubes LGBT ao redor do mundo possuem show de drags como festas especiais. Vários feriados "International Drag Day" foram iniciados ao longo dos anos para promover os shows. Nos EUA, drag é normalmente celebrado no início de março. Uma competição de drag televisionada, RuPaul's Drags Race é o programa mais bem sucedido na rede de televisão Logo. Em 2016, RuPaul's Drags Race ganhou um prêmio Emmy para "Apresentador Excepcional para um Reality ou Reality-Programa de Competição). No entanto, seus vencedores e concorrentes ainda não receberam o mesmo nível de reconhecimento que os concorrentes do reality show. No Brasil, o reality Academia de Drags apresentado pelas drag queens Silvetty Montilla e Alexia Twister, busca encontrar a drag queen mais completa do Brasil. Ainda no Brasil, também é realizada a Pop Up Drag, uma competição incrível de drags. Inclusive em 2020 entrou no ar a Pop Up Drag Uruguay, gravado e realizado por drags de Brasília.

## Termos relacionados
- Cross-dressing
- Transformista
  - Drag king
  - Drag queer
- Androginia
- Queer
- Transgênero
- Travesti
- Papel de gênero